# Ottokars scepter
Ottokars scepter (tidligere titel Kong Ottokars scepter, fransk originaltitel Le sceptre d'Ottokar) er det ottende hæfte i tegneserien om Tintins oplevelser. Det er tegnet af den belgiske tegneserietegner Hergé og blev udgivet i 1939.
Det var Hergés intention, at det skulle være en satirisk kritik af Nazi-Tysklands ekspansionspolitik, navnlig annekteringen af Østrig i marts 1938 (kaldet Anschluss). Historien handler om den unge belgiske reporter Tintin og hans hund Terry, som rejser til den fiktive Balkanstat Syldavien, hvor de forsøger at stoppe et komplot om at tage magten fra kongen. I albummet møder Tintin Bianca Castafiore for første gang. Ligeledes introduceres landet Bordurien, som senere spiller en vigtig rolle i Tournesolmysteriet.

## Nogle franske udgaver
- 1938-1939: Tintin en Syldavie, fortsat serie i Le Petit Vingtième nr. 31, 4. august 1938[1] – nr. 32, 10. august 1939.[2] 106 tegneseriesider i sort-hvid.
- 1939-1940: Tintin et Milou en Syldavie, fortsat serie i Cœurs Vaillants nr. 20, 14. maj 1939[3] – nr. 21, 26. mai 1940.[4]
- 1939: Les aventures de Tintin – Le sceptre d'Ottokar, album fra Casterman i sort-hvid.[5]
- 1947: Les Aventures de Tintin – Le sceptre d'Ottokar, farvealbum fra Casterman. 62 tegneseriesider.[5]

## Danske udgaver
Føljetoner
- 1953-1955: Kong Ottokars scepter. Fortsat serie i Kong Kylie nr. 44, fredag 30. oktober 1953 – nr. 11, fredag 11. marts 1955.
- 1960: Kong Ottokar's scepter. Fortsat serie i Politiken nr. 197, lørdag 16. april 1960 – nr. 340, torsdag 8. september 1960.
- 1972-1973: Kong Ottokars scepter. Fortsat serie i Politiken nr. 231, søndag 21. maj 1972 – nr. 278, søndag 12. august 1973 .
- 1985-1986: Kong Ottokars scepter. Fortsat serie i Århus Stiftstidende søndag 1. september 1985 – søndag 12. oktober 1986.
- 1996-1997: Kong Ottokars scepter. Fortsat serie i Århus Stiftstidende søndag 24. marts 1996 – søndag 25. maj 1997.

Album
- 1960: Tintins oplevelser nr. 2 (gammel standardudgave). Kong Ottokars scepter. Illustrationsforlaget. Fra 3. oplag, 1971, ISBN 87-562-0123-0. Fra 9. oplag, 1986, tekstet af Erik Mosegård Jensen.[6][7]
- 2006: Tintins oplevelser (retroudgave). Ottokars scepter. 2. udgave. Carlsen Comics, ISBN 978-87-626-7785-2. Fra 2. oplag, 2014, Cobolt, ISBN 978-87-7085-277-7.[8]
- 2007: Tintins oplevelser nr. 8. Ottokars scepter. Carlsen minicomics, ISBN 978-87-626-0361-5.[9]
- 2011: Tintins oplevelser (ny standardudgave). Ottokars scepter. Cobolt, ISBN 978-87-7085-448-1.[10]
- 2018: Reporteren Tintins oplevelser (fundamentalistisk retroudgave). Ottokars scepter. 106 tegneseriesider i sort-hvid, totalt 116 sider, indbundet. 5. udgave. Cobolt, ISBN 978-87-7085-708-6.[11]